# 存在危機

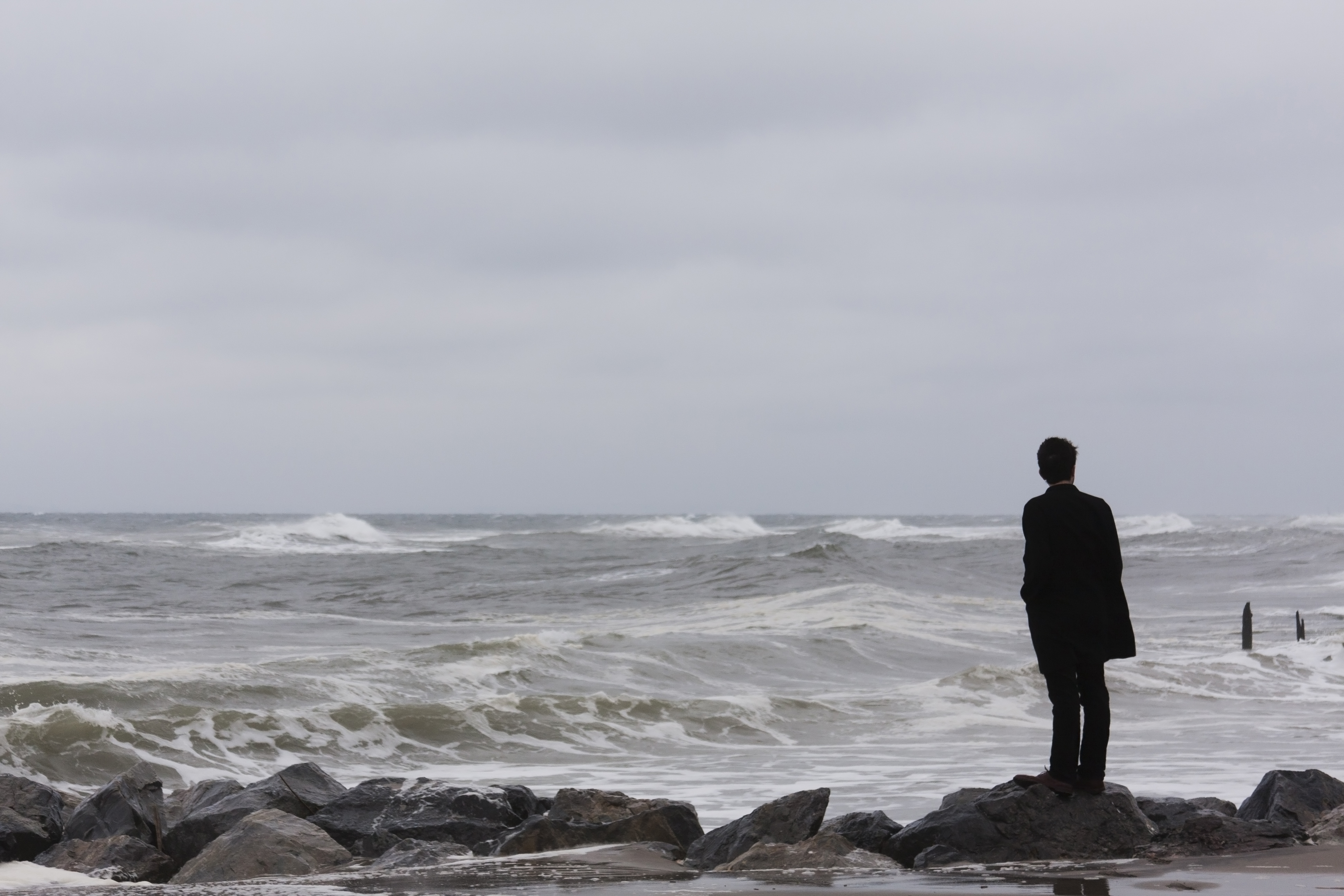
面對大自然時感到孤獨與渺小是存在危機的一種常見表徵。

在心理學與心理治療中，存在危機（Existential crisis）是指一種自我內心衝突，令人認定生活沒有意義、無法認清個人身份是其特徵。存在危機會與焦慮及壓力一同出現，引發個體功能缺陷，並導致抑郁。存在主義思潮中的多項概念，均在這種消極面對人生，以及其中各樣意義的態度上得到體現。與之密切相關的術語包括存在之畏、存在之空、存在神經官能症，以及疏離。有時，存在危機會被分解成情緒、认知、行為幾個部分。感情創傷、絕望、無助、內疚、焦慮、孤獨等易被引爆的感受，歸於情緒部分；意義、個體價值觀念、精神信仰缺失，以及琢磨自身死亡等思維狀態，歸於認知部分；成癮、反社會、強迫等外界易於觀察到的表徵則歸於行為部分。
具體症狀在不同病患身上差異明顯。理論學家對各種存在危機進行甄別歸類，試圖解決這個問題。存在危機的核心問題受人生階段、個人發展影響，因人而異——歸類正是依照這種觀點進行。學術文獻當中常見的危機類別，包括少年危機、青年危機、中年危機，以及晚年危機——其均帶有思考人生意義與使命而引發的內心鬥爭。年少時期，危機多與未來相關：個體會因不知如何選擇人生道路感到焦慮、困惑；涉及學業、事業，以及社會紐帶中的個人身分、獨立意識時尤甚。年長時期，危機多與過去相關：個體認定再也無法企及人生巔峰致使危機爆發，並且常見內疚、後悔、畏懼死亡等特質。多數時候，個體所經歷的危機類別與其年齡密切相關，但也並非絕對：自我發展水平每人各有不同。有人完全不會，或只會經歷某些存在危機。妥善解決年少時期的存在危機，會令化解後續危機變得更加輕鬆簡單。
意義（可以是宏觀或是個體世俗上）的缺失是各類危機的關鍵肇因。問題如生命意義為何、我們為何存在，與宏觀意義相關；如個體本身存在使命、價值為何，與個體世俗意義有關。人對生活意義的渴望，與平庸、明顯缺乏意義的世界（偶被稱作「荒誕本體」）形成強烈反差，令意義缺失變成問題。奉行利他主义（造福他人）；獻身特定事業例如宗教、政治運動；揮灑創意（打造藝術作品）；奉行享樂主義（追尋歡愉）；自我實現（發掘天賦潛能）；尋找面對困難的正確態度，均是意義之源，人們可循其徑，收穫意義。
存在危機帶給個人、社會許多負面衝擊。其致使個人焦慮、破壞正常人際關係；同時導致社會離婚率升高、生產效率下降。不過，其也可能帶來正面效應：例如迫使患者直面、解決內心深處問題，實現個人發展。可用「生命意義問卷」評估某人是否正在經歷存在危機。解決存在危機非常重要，畢竟其影響多屬負面。最常見的辦法是幫助患者在其生命中找到意義：實現信仰飛躍或可收穫這一成效。具體而言，人們可去全心接納、深信新的意義體系；或是對特定意義之源基於事實依據地審慎、理性評估，最終產生認同。部分理論學家認為，該用虚无主义解決這個問題：個體須先接受生命本無意義，再去尋找最佳應對方案。此外還有認知行為療法，以及社會觀點接納法。
心理學與心理治療範疇之外，偶用「存在危機」表示某物存在狀態受到威脅。